# Ipomoea expansa
Ipomoea expansa là một loài thực vật có hoa trong họ Bìm bìm. Loài này được J.A. McDonald mô tả khoa học đầu tiên năm 1982.